# Harambee (volleybalvereniging)
Harambee is een volleybalvereniging voor studenten in Enschede. In 1964 werd de vereniging opgericht als THT, maar in 1969 werd de definitieve naam aangenomen. De term harambee komt uit het Swahili en het wordt gebruikt als kreet wanneer een groep mensen gezamenlijk een krachtsinspanning moet leveren. De vereniging heeft meer dan 350 leden verdeeld over 9 herenteams, 9 damesteams, 12 mixteams en ruim 150 beachleden. Hiermee is Harambee een van de grootste teamsportverenigingen van de Universiteit Twente. De vereniging richt zich op studenten van de UT en de Saxion Hogeschool Enschede.

## Geschiedenis

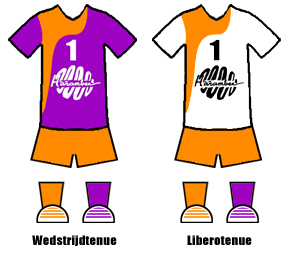

Op 23 september 1964 is de volleybalvereniging Harambee opgericht. De vereniging is ontstaan uit een initiatief van studenten op en personeelsleden van de toenmalige Technische Hogeschool Twente (THT). Bij oprichting van de vereniging waren er ongeveer 20 studentleden. Aangezien de THT begonnen is met technische studies waren er in het begin nauwelijks studentes aanwezig. De vereniging, genaamd volleybalvereniging THT, is daardoor begonnen met 2 herenteams bestaande uit studenten en 1 heren- en 1 damesteam bestaande uit personeelsleden van de T.H.T. De vereniging speelde, net als de overige sportverenigingen die samen met de volleybalvereniging opgericht waren in een groen shirt met een wit broekje. De letters THT waren in het wit op de shirts genaaid. Met het toenemende aantal studenten aan de T.H.T en de uitbreiding met niet-technische studierichtingen nam ook het aantal dames op de T.H.T. toe en konden er bij de volleybalvereniging ook studenten damesteams gevormd worden. Het onderscheid tussen personeelsteams en studententeams was bij de dames pas in 1971 volledig verdwenen, bij de heren was dat al eerder gebeurd.
Op de ledenvergadering van 11 november 1969 is bij besluit vastgelegd dat de vereniging verder zou gaan onder de naam Harambee. Velen zullen zich ongetwijfeld afvragen waar de naam vandaan komt. Tijdens het eerste lustrum van de THT, in 1966 gebruikte de toenmalige Rector Magnificus van de THT dit woord, waarmee hij de medewerkers en studenten aan wilde moedigen om samen de THT verder op te bouwen. Harambee is door een van de speelsters van dames 1 onthouden en een aantal jaren gebruikt als yell bij dames 1. Toen de vereniging in 1969 een prijsvraag uitschreef, waarmee een nieuwe naam gevonden moest worden, werd besloten dat dit Harambee werd.
In 1973 werd besloten dat de saaie groene kleuren tot het verleden behoorden en Harambee in het vervolg gekleed zou gaan in het paars en oranje. Sinds dit jaar heeft Harambee bijna altijd in deze kleuren gespeeld: eerst in volledig paarse shirts en oranje broekjes, later in de huidige modernere variant van het shirt.

## Zaal

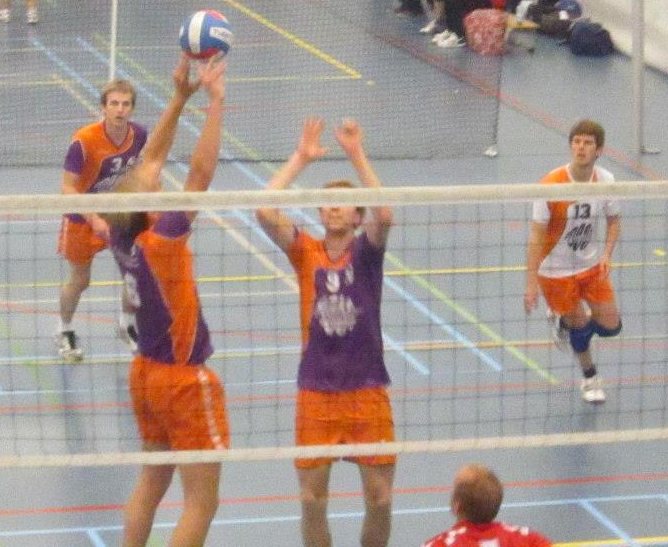
Een middenaaval van Harambee

Door het grote aantal competitieteams heeft Harambee een ruim aanbod aan niveaus waarop gevolleybald kan worden. Door het grote verloop van de leden, zij zijn immers bijna allemaal student, kan het algemene niveau binnen de vereniging nogal verschillen per jaar.
In het zaalseizoen probeert Harambee altijd alle wedstrijden zo te plannen dat alle teams in dezelfde weekenden thuis spelen. Het hele sportcentrum kleurt dan oranje en paars met dank aan de shirts, spandoeken en overige versiering. Dit brengt de grote gezelligheid met zich mee waar Harambee bekend om staat. Een ander gevolg van deze zogenaamde thuisweekenden is dat de tribunes vol zitten met leden die gezamenlijk een fanatiek publiek vormen. Deze actieve supporters zorgen voor een grote steun voor de spelende teams, soms tot ergernis van de tegenstanders.

## Beach
In de zomer organiseert Harambee een interne beachvolleybalcompetitie in de beachbak op de campus van de Universiteit Twente. Hier kan zowel 2 × 2 als 4 × 4 worden gespeeld. Door de uitstekende beachvolleybalvoorzieningen is Harambee uitgegroeid tot een beachvolleybalautoriteit in Oost-Nederland. Sinds de zomer van 2012 heeft de beachbak op de campus van de UT een triple A status gekregen van de Nevobo. Dit is de hoogste status die een beachvolleybalvoorziening kan krijgen.

## Toernooien
Ieder jaar organiseert Harambee een aantal toernooien. De bekendste toernooien zijn het Harambee voorbereidingstoernooi, de Harambix, de UT open beach en het King & Queen Toernooi.
- Het voorbereidingstoernooi is een groot toernooi in het universitair sportcentrum wat vlak voor de seizoenstart plaatsvindt. Dit toernooi duurt een weekend lang en op iedere dag kan op een ander niveau zaalvolleybal worden beoefend.
- De Harambix is het bekendste toernooi van Harambee. Het wordt georganiseerd rond carnaval en staat dan ook in het teken van carnaval vieren. Een weekend lang wordt er in het sportcentrum in fraaie outfits en op excentrieke wijze gevolleybald en op de vrijdag- en zaterdagnacht zijn de deelnemers van de Harambix te vinden op de bijbehorende feesten.
- Het UT open beach is een 4 x 4 beachvolleybaltoernooi gericht op vriendengroepen en huisgenoten vanuit de universiteit.
- Het King & Queen toernooi is een 2 × 2 beachvolleybal toernooi waarbij wordt gespeeld in teams van een man en een vrouw. Zoals de naam van het toernooi al suggereert wordt het winnende team verkozen tot de King & Queen van de beachbak.

Naast deze externe toernooien worden er ook nog enkele interne toernooien georganiseerd om de gezelligheid binnen de vereniging te bevorderen. Ook wordt er indien mogelijk een nationaal beachtoernooi georganiseerd, waaraan alle Nevobo leden kunnen deelnemen. Op dit toernooi kunnen punten worden verdient voor de nationale beachvolleybalcompetitie.